# بیلبورد (مجله)
بیلبورد (به انگلیسی: Billboard) یک مجلهٔ هفتگی آمریکایی است که به صنعت موسیقی اختصاص دارد. این هفته‌نامه به‌عنوان یکی از رسانه‌های معتبر صنعت سرگرمی‌سازی و نیز نشریه تجاری رسمی صنعت موسیقی به‌شمار می‌رود.
بیلبورد به‌طور خاص در برابر دیگر منابع که دارای گرایش‌های چشمگیری هستند، به‌عنوان یک منبع تخصصی و بیطرف در حوزه اطلاعات صنعت موسیقی شناخته می‌شود. این مجله چندین جدول موسیقی معتبر هفتگی که همواره پیگیر مردم‌پسندترین آهنگ‌ها و آلبوم‌ها در رده‌های مختلف هستند را پشتیبانی می‌کند.
در میان دو جدول مهم‌تر، جدول بیلبورد هات ۱۰۰ بهترین ۱۰۰ آهنگ را فارغ از سبک آنها رتبه‌بندی می‌کند. معیار ارزیابی این جدول برای رتبه‌بندی آهنگ‌ها در ایالات متحده اغلب بر پایه میزان فروش فیزیکی، فروش دیجیتالی و پخش رادیویی است، هرچند بیلبورد ۲۰۰ به صورت متناظر، جدولی است که به بررسی میزان فروش آلبوم‌ها می‌پردازد.

## جدول‌های بیلبورد
در ۴ ژانویه ۱۹۳۶ بیلبورد نخستین هیت پاراد (فهرست پرفروش‌ترین صفحه‌های هفته) و در ۲۰ ژوئیه ۱۹۴۰، اولین جدول موسیقی‌های پرطرفدار را منتشر کرد. همچنین از سال ۱۹۵۸ انتشار جدول هات ۱۰۰ (Hot 100) را آغاز کرد که به‌طور مشترک فهرست تک‌آهنگ‌های به‌فروش‌رفته و آهنگ‌های پخش‌شده از رادیو را در برداشت.
بیلبورد هم‌اکنون در هر هفته بیش از ۱۰۰ جدول را منتشر می‌کند، که مشهورترین آنها هات ۱۰۰، بیلبورد ۲۰۰ و هات ۱۰۰ ایرپلی (Hot 100 Airplay) هستند.

## وضعیت کنونی
بیلبورد تمامی وجوه تجارت موسیقی از داد و ستدهای رادیو و تلویزیون گرفته تا سی‌دی، دی‌وی‌دی و نوارهای ویدئویی و دانلودهای اینترنتی را زیر پوشش دارد. در حالی که مطالب، اخبار، نقدها و مقاله‌های تحلیلی گوناگونی در رابطه با موسیقی در بیلبورد ارائه می‌شوند، اما این نشریه بیشتر به خاطر جدول‌های معروف موسیقی‌اش مشهور است.
بیلبورد از سال ۲۰۰۷، تحت مالکیت مجتمع هلندی نیلسن کمپانی قرار گرفت. مخاطبان این مجله شامل هنرمندان، متخصصان موسیقی و مدیران صنعت سرگرمی‌سازی و علاقه‌مندان موسیقی هستند.

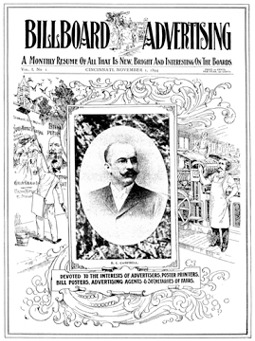
شماره نخست
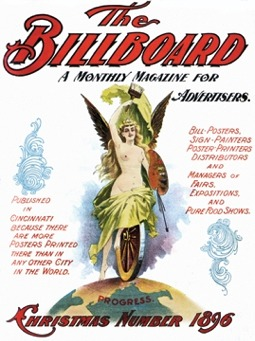
کریسمس ۱۸۹۶
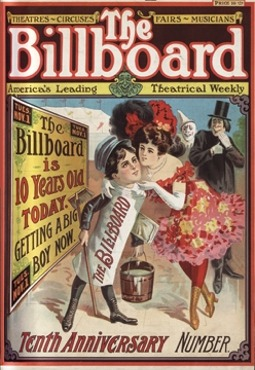
ویژه دهمین سالگرد